# I Wanna Dance with Somebody (Who Loves Me)
"I Wanna Dance With Somebody (Who Loves Me)" é o primeiro single da cantora norte americana Whitney Houston, do seu segundo álbum de estúdio, Whitney (1987). É uma das canções mais conhecidas de Whitney e foi produzida por Narada Michael Walden e escrita por George Merrill e Shannon Rubicam da banda Boy Meets Girl. Na época a canção recebeu críticas mistas, e com ela Whitney ganhou seu segundo Grammy na categoria de Melhor Performance Vocálica Feminina Pop, e nos últimos anos a canção vem recebendo críticas melhores, sendo considerada uma das melhores músicas dos anos 80. O single foi um sucesso comercial e ficou no topo das paradas em 13 países. Se tornou na época o maior sucesso da carreira de Whitney até ser substituido por I Will Always Love You.

## Composição
"I Wanna Dance with Somebody (Who Loves Me)" foi escrita por George Merrill e Shannon Rubicam, a qual, também foram os compositores por trás de outro single de Houston, "How Will I Know" (1985), que se tornou bem-sucedido comercialmente e, como resultado disto, eles foram convidados a criar outra música para o então novo álbum de Houston. Originalmente, a música que deu a Merrill e Rubicam alcançar a posição entre os dez primeiros nas tabelas musicais dos EUA/Reino Unido: "Waiting For a Star to Fall" da Boy Meets Girl; era para ter sido interpretada por Whitney Houston. A dupla de compositores enviou a canção para Arista Records, mas eles negaram citando que não era adequado para Houston. Sem se deixar de se sentirem abalados por este pequeno revés, a dupla continuou trabalhando para compor uma música que seria ideal para Houston de acordo com a Arista Records, e foi a partir disto, que surgi "I Wanna Dance with Somebody (Who Loves Me)". Mais tarde, Rubicam e Merril enviaram uma versão demo para Clive Davis, que aprovou a canção.
A música não conseguiu impressionar o produtor de "How I Will Know", Narada Michael Walden. Ele criticou a canção dizendo que lembra um pastiche das músicas de Olivia Newton-Jhon.

## Recepção
"I Wanna Dance with Somebody (Who Loves Me)" recebeu análises mistas da crítica especializada. Ao avaliar o álbum "Whitney", o redator Vince Aletti escrevendo para a Rolling Stones, criticou a música, comentando que "não se arrisca, os compositores simplesmente criaram um anagrama inteligente de seu hit original ["How Will I Know It"], e [Narada Michael] Walden encobriu-a em um estilo idêntico. A estratégia não é tão diferente daquela por trás das sequências de sucesso de Hollywood: este é 'How Will I Know II'". Robert Hilburn para a Los Angeles Times, fez uma crítica um pouco inclinada positivamente para a canção, a classificando como uma "versão estridente" de "Girls Just Want to Have Fun" de Cyndi Lauper. Em uma revisão do álbum "Whitney, Jon Pareles escrevendo para o The New York Times, fez uma análise negativa e sarcástica ao comentar que ouvir "I Wanna Dance with Somebody (Who Loves Me)" e no mesmo álbum ter a faixa "You're Still My Man", é como: "assistir televisão enquanto alguém brinca com os botões de escolher as cores no controle remoto.

### Críticas posteriores
"I Wanna Dance with Somebody (Who Loves Me)" passou por revalidação ao decorrer do tempo, sendo considerada uma das melhores músicas dos anos 80 e da Whitney Houston. Em 2006, a revista Slant Magazine colocou a canção em 88° lugar na lista das 100 melhores canções para dançar, comentando que "com seu título entre parênteses, linha de baixo grudenta, buzinas schmaltzy, teclados tilintados e alterações nas teclas em meia etapa, [a música] é definição do dance-pop dos anos 80". Em 2020, a equipe da publicação a reclassificou para o 58° lugar.
No ano de 2015, o público da ITV elegeu "I Wanna Dance with Somebody (Who Loves Me)" como a quinta melhor canção a alcançar o primeiro lugar nas tabelas musicais da década de 1980. Ironicamente, a revista Rolling Stone (que fez uma análise negativa a música no passado), colocou a canção na lista das "500 melhores músicas de todos os tempos".

### Na Cultura Popular
A canção está incluída na trilha sonora de "Love, Simon", "13 Going on 30" e dos videogames de música: "The Smurf Dance Party" e "Fuser". Serviu de inspiração para a canção "Fashion of His Lover" da Lady Gaga. Um cover em versão lenta interpretado pelo cantor e compositor Bootstraps foi utilizado no episódio "You Be Illin" da décima temporada da série Grey's Anatomy.
A cantora Bebe Rexha utilizou um sample da música em seu single "The Way I Are (Dance with Somebody)". Em uma versão remix da música "Sorry" de Madonna, feita pelos Pet Shop Boys, foram incorporados elementos de "I Wanna Dance With Somebody (Who Loves Me)" de Whitney Houston, com uma linha de baixo mais acentuada e uma dupla interrupção na introdução. No Brasil, a canção foi escolhida como tema do programa televisivo Dancing Brasil.

## Prêmios e indicações
"I Wanna Dance with Somebody (Who Loves Me)" ganhou o prêmio da categoria "Pop/Rock favorito" no décimo quinto American Music Awards em 25 de janeiro de 1988. A canção foi a vencedora da categoria Melhor Perfomance vocal feminina de 1987 no Grammy Awards, onde competiu com "Heaven Is a Place on Earth" (Belinda Carlisle), "Coming Around Again" (Carly Simon), "One Voice" (Barbra Streisand) e "Luka" (Suzanne Vega).

## Desempenho nas tabelas musicais
Foi a trigésima oitava canção mais executada nas rádios brasileiras no ano de 1987.
| Tabelas semanais (1987)                       | Melhor posição |
| --------------------------------------------- | -------------- |
| Austrália (Kent Music Report)                 | 1              |
| Áustria (Ö3 Austria Top 75)                   | 3              |
| Bélgica (VRT Top 30)                          | 1              |
| Canadá (RPM Top Singles)                      | 1              |
| Canadá Retail Singles (The Record)            | 1              |
| Europa (European Hot 100 Singles)             | 1              |
| Finlândia (Suomen virallinen lista)           | 1              |
| França (SNEP)                                 | 15             |
| Islândia (RÚV)                                | 3              |
| Irlanda (IRMA)                                | 2              |
| Itália (FIMI)                                 | 1              |
| Países Baixos (Dutch Top 40)                  | 1              |
| Países Baixos (Single Top 100)                | 1              |
| Nova Zelândia (Recorded Music NZ)             | 1              |
| Noruega (VG-lista)                            | 1              |
| África do Sul (Springbok Radio)               | 1              |
| Espanha (AFYVE)                               | 1              |
| Suécia (Sverigetopplistan)                    | 1              |
| Suíça (Schweizer Hitparade)                   | 1              |
| Reino Unido (UK Singles Chart)                | 1              |
| Estados Unidos (Billboard Hot 100)            | 1              |
| Estados Unidos (Billboard Adult Contemporary) | 1              |
| Estados Unidos Hot Black Singles (Billboard)  | 2              |
| Estados Unidos (Billboard Dance Club Songs)   | 1              |
| Alemanha Ocidental (Official German Charts)   | 1              |

| Tabelas Semanais (2012–2013)       | Posição de pico |
| ---------------------------------- | --------------- |
| Austrália (ARIA)                   | 25              |
| Áustria (Ö3 Austria Top 75)        | 70              |
| Canadá (Canadian Hot 100)          | 33              |
| França (SNEP)                      | 31              |
| Irlanda (IRMA)                     | 32              |
| Israel (Media Forest)              | 7               |
| Países Baixos (Single Top 100)     | 42              |
| Nova Zelândia (Recorded Music NZ)  | 17              |
| Escócia (Scottish Singles Chart)   | 18              |
| Eslovênia (SloTop50)               | 17              |
| Coréia do Sul International (Gaon) | 193             |
| Espanha (PROMUSICAE)               | 28              |
| Suíça (Schweizer Hitparade)        | 28              |
| Reino Unido (UK Singles Chart)     | 20              |
| Reino Unido (UK Dance Chart)       | 8               |
| Estados Unidos Billboard Hot 100   | 25              |

| Tabela (2017–2023)                                                  | Melhor posição |
| ------------------------------------------------------------------- | -------------- |
| Finlândia (Radiosoittolista Airplay)                                | 79             |
| Mundo (Billboard Global 200) P2J Remix                              | 190            |
| Irlanda (IRMA)                                                      | 70             |
| Japão Hot Overseas (Billboard Japan)                                | 10             |
| Polónia (Polish Airplay Top 100)                                    | 47             |
| África do Sul Radio (RISA)                                          | 38             |
| Suécia (Sverigetopplistan)                                          | 54             |
| Reino Unido (UK Singles Chart)                                      | 70             |
| Estados Unidos R&B Digital Song Sales (Billboard) P2J Remix         | 6              |
| Estados Unidos R&B/Hip-Hop Digital Song Sales (Billboard) P2J Remix | 11             |

| Tabela (1987)                                             | Posição |
| --------------------------------------------------------- | ------- |
| Austrália (Australian Music Report)                       | 11      |
| Áustria (Ö3 Austria Top 40)                               | 14      |
| Canadá (RPM Top Singles)                                  | 2       |
| Finlândia (Suomen virallinen lista)                       | 4       |
| Países Baixos (Single Top 100)                            | 4       |
| Nova Zelândia (Recorded Music NZ)                         | 9       |
| Noruega Spring Period (VG-lista)                          | 4       |
| África do Sul (Top 40)                                    | 4       |
| Suíça (Schweizer Hitparade)                               | 3       |
| UK Singles (OCC)                                          | 3       |
| US Top Pop Singles (Billboard)                            | 4       |
| Estados Unidos Top Adult Contemporary Singles (Billboard) | 9       |
| Estados Unidos Top Black Singles (Billboard)              | 24      |
| Estados Unidos Top Dance Club Play Singles (Billboard)    | 14      |
| Estados Unidos Top Hot Crossover Singles (Billboard)      | 4       |

| Tabela (1980–1989)           | Posição |
| ---------------------------- | ------- |
| Países Baixos (Dutch Top 40) | 43      |
| UK Singles (OCC)             | 81      |

| Tabelas (1958–2018)              | Posição |
| -------------------------------- | ------- |
| Estados Unidos Billboard Hot 100 | 264     |

## Certificações
Ganhou o certificado de disco de ouro no Brasil e Canadá, além de outros países em que recebeu o disco de ouro, como: Países Baixos, Itália, Suécia e Alemanha. Em 2017, ganhou um relançamento na França, conseguindo o certificado de disco de ouro. O seu maior sucesso em vendas foi nos Estados Unidos (seis milhões de cópias), após dele vem em seguida, o Reino Unido (598.000 cópias em vendas físicas e mais de 1.600,000 downloads e streaming), seguido da Austrália (560.000 cópias). Na Dinamarca o single ganhou um duplo disco de platina.

## Faixas
| - EUA Vinil Single (Versão 1) 1. "I Wanna Dance with Somebody (Who Loves Me)" (12" remix) ― 8:33 2. "I Wanna Dance with Somebody (Who Loves Me)" (single version) ― 4:52 3. "I Wanna Dance with Somebody (Who Loves Me)" (12" remix radio edit) ― 4:51 4. "I Wanna Dance with Somebody (Who Loves Me)" (dub mix) ― 6:48 5. "I Wanna Dance with Somebody (Who Loves Me)" (a cappella) ― 5:18 - EUA Vinil Single (Versão 2) 1. "I Wanna Dance with Somebody (Who Loves Me)" (12" remix) ― 8:33 2. "I Wanna Dance with Somebody (Who Loves Me)" (single version) ― 4:52 3. "I Wanna Dance with Somebody (Who Loves Me)" (dub mix) ― 6:48 4. "I Wanna Dance with Somebody (Who Loves Me)" (a cappella mix) ― 5:18 5. "Moment of Truth" ― 4:38 | - UK Vinil Single 1. "I Wanna Dance with Somebody (Who Loves Me)" ― 4:52 2. "Moment of Truth" ― 4:39 - UK Maxi Single 1. "I Wanna Dance with Somebody (Who Loves Me)" (12" remix) ― 8:32 2. "Moment of Truth" ― 4:36 3. "I Wanna Dance with Somebody (Who Loves Me)" (dub mix) ― 6:48 - EUA Maxi Single (PROMO) 1. "I Wanna Dance with Somebody (Who Loves Me)" (single version) ― 4:52 2. "I Wanna Dance with Somebody (Who Loves Me)" (12″ remix radio edit) ― 4:51 3. "I Wanna Dance with Somebody (Who Loves Me)" (12" remix) ― 8:36 |